# Anandé
Anandé est une ville du Togo.

## Géographie
Anandé est situé à environ 81 km de Kara, dans la région de la Kara.

## Vie économique
- Coopérative paysanne
- Marché au bétail

## Lieux publics
- École secondaire
- Dispensaire